# Malmerspach
Malmerspach település Franciaországban, Haut-Rhin megyében. Lakosainak száma 484 fő (2022. január 1.). Malmerspach Mitzach, Saint-Amarin és Moosch községekkel határos.

## Népesség
A település népességének változása:
| Lakosok száma | 518  | 515  | 511  | 504  | 503  | 502  | 501  | 492  | 484  |
|               | 2013 | 2015 | 2016 | 2017 | 2018 | 2019 | 2020 | 2021 | 2022 |